# Asphodelus cerasiferus
Asphodelus cerasiferus är en grästrädsväxtart som beskrevs av Jacques Étienne Gay. Asphodelus cerasiferus ingår i släktet afodiller, och familjen grästrädsväxter. Inga underarter finns listade i Catalogue of Life.

## Bildgalleri

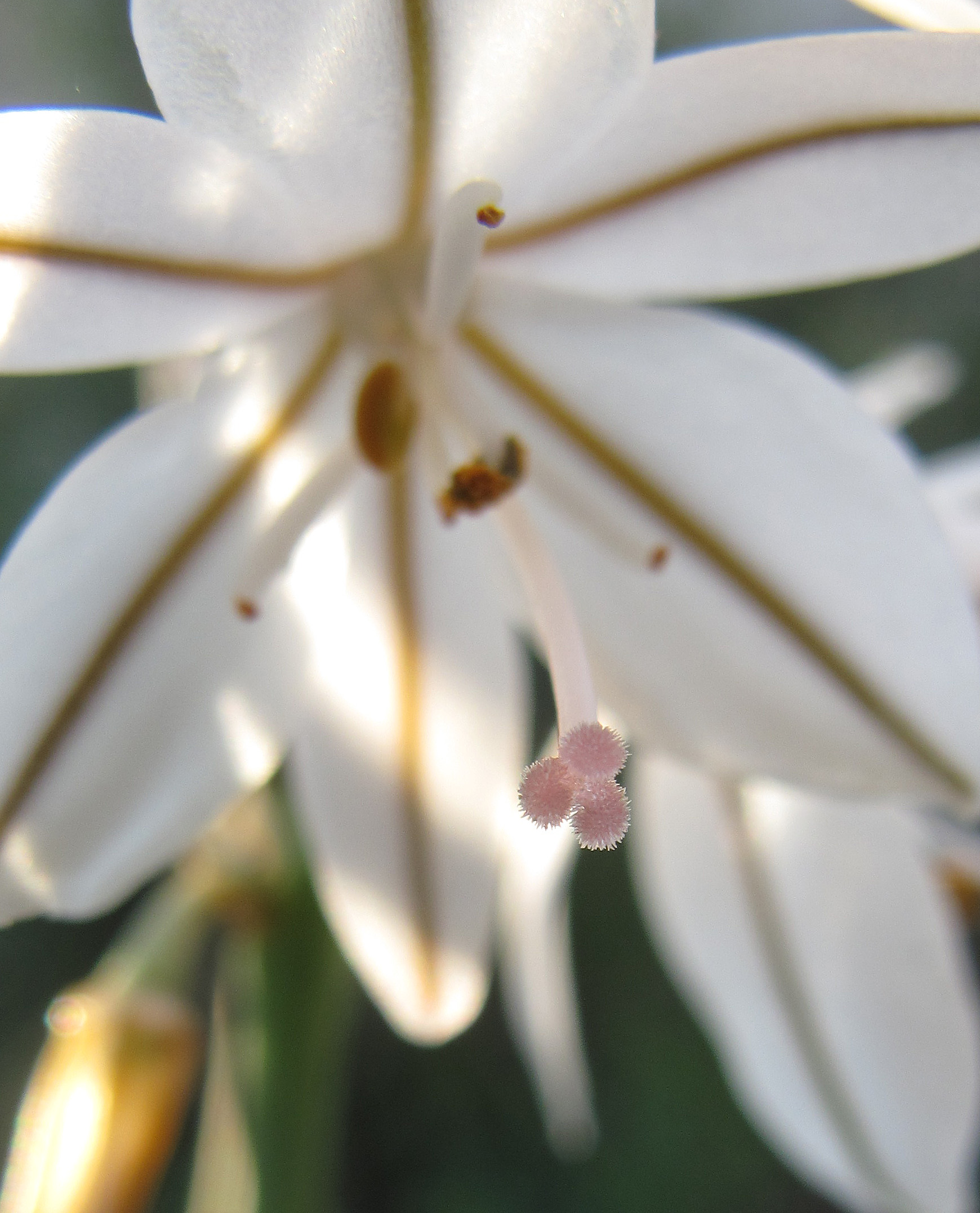
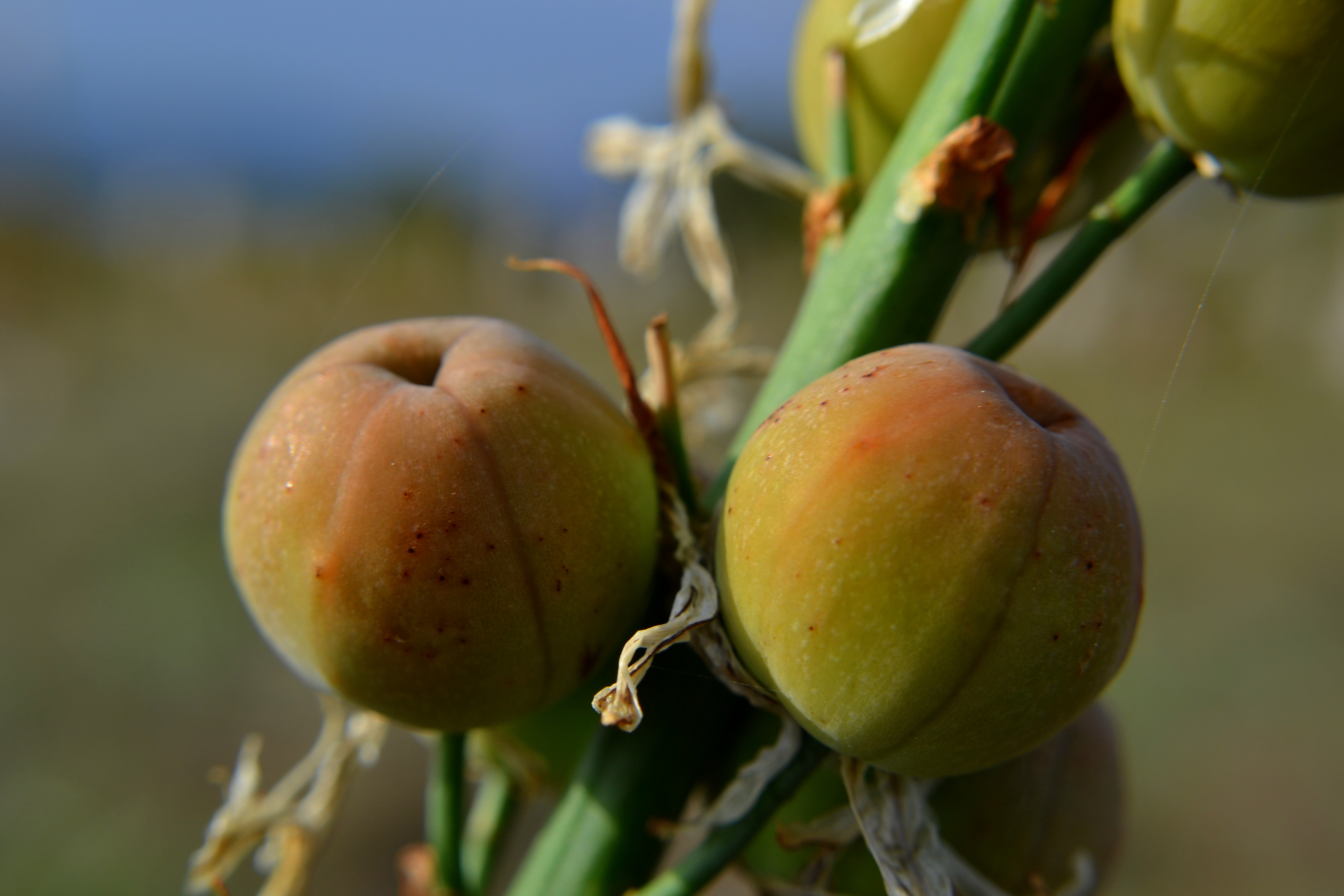